# Western Port
Western Port (manchmal auch Western Port Bay) ist eine große Bucht im Süden des australischen Bundesstaates Victoria. Diese zweitgrößte Bucht des Staates ist im Süden zur Bass-Straße hin offen. Der Western Port enthält zwei große Inseln, French Island und Phillip Island. Anders als ihr Name vermuten lässt, liegt die Bucht östlich des größeren Port Phillip, von dem sie durch die Mornington-Halbinsel getrennt ist.
Western Port wird häufig von Seebären, Walen und Delfinen besucht, ebenso wie von vielen Zug- und Seevögeln. Er ist in der Ramsar-Konvention als Feuchtgebiet von internationaler Bedeutung gelistet.
In der Bucht finden sich drei Nationalparks, der French-Island-Nationalpark, der Chuchill-Islands-Nationalpark und der Yaringa-Nationalpark. Das Land nördlich der Bucht wird hauptsächlich landwirtschaftlich genutzt. Die Bucht selbst ist heute vorwiegend ein Erholungsgebiet, aber es gibt auch eine Militärbasis (HMAS Cerberus), sowie Einrichtungen für den Schiffsverkehr und zur Ölforderung.
Western Port liegt etwa eine Autostunde südöstlich von Melbourne. An seinen Ufern liegt eine kleine Zahl von Feriendörfern mit Sandstränden zum Schwimmen.

## Geschichte

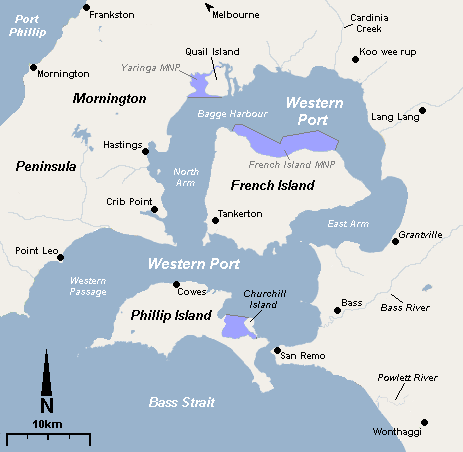
Karte des Western Port

Vor der europäischen Besiedelung waren das Küstengebiet um die Bucht und die beiden Inseln Teil des Siedlungsgebietes der Boonwurrung. Erstmals wurde Western Port 1797 von Europäern gesichtet, als ein Walfänger unter der Führung von George Bass sich auf eine Reise südlich von Sydney begab, um Australiens Südostküste zu erforschen. Hauptsächlich wegen des Bedarfs an Nahrungsmitteln stoppte die Expedition zwei Wochen im Western Port, bevor sie nach Sydney zurückkehrte. Nachdem es sich bei der Bucht um den damals westlichsten erreichten Punkt an der Südküste Australiens handelte, wurde sie 'Western Port' genannt. Sie liegt aber in der östlichen Hälfte des heutigen Victoria und östlich des größeren Port Phillip und des Großraums Melbourne.

### Versuchte französische Kolonisierung
Im Jahre 1826 wurde berichtet, dass die Franzosen beschlossen hätten, eine Siedlung an einem australischen Hafen zu gründen, entweder am King George Sound oder am Western Port. Die britische Regierung sandte sofort Instruktionen für den Gouverneur Ralph Darling nach Sydney, dass dieser beide Gebiete unverzüglich für die britische Krone in Besitz nehmen sollte. Daraufhin wurden am 18. November 1826 Colonel Stewart, Captain S. Wright und Lieutenant Burchell auf der HMS Fly, sowie die Biggs Dragon und Amity in Richtung Western Port ausgesandt. Sie nahmen eine kleine Anzahl von Sträflingen und eine kleine Truppe aus Ausgliederungen des 3. und des 93. Regimentes mit. Die Expedition landete am Settlement Point an der Ostküste der Bucht, wo sie auch ihr Hauptquartier errichteten. Es blieb auch dort, bis die Bucht auf Geheiß Darlings etwa 12 Monate später als ungeeignet für eine Besiedelung wieder aufgegeben wurde.
Erst nach dem Zweiten Weltkrieg wurden der Western Port und seine flachen Küsten nördlich von Stony Point und Crib Point sich zu einem Zentrum der Schwerindustrie entwickelten.

## Geografie
Der Western Port war ein großes Flusssystem, bevor er zusammen mit Port Phillip im Holozän vom ansteigenden Meer überflutet wurde. Heute ist er eine ausgedehnte Meeresbucht mit einer Wasserfläche von 680 Quadratkilometern, von denen 270 Quadratkilometer bei Ebbe zu einem Watt werden. In der Bucht liegen die beiden Inseln French Island und Phillip Island. Die Küstenlinie – einschließlich der der Inseln – ist etwa 263 Kilometer lang. Die Bucht und die Inseln werden kreuz und quer von sieben seismisch aktiven Falten durchzogen und es gibt dort eine Vielzahl kleinerer Erdbeben.
An der Nordküste münden verschiedene Flüsse und Bäche in die Bucht, wo sie durch ausgedehnte Mangroven, Wattflächen und Sandbänke fließen, bevor sie sich westlich oder östlich von French Island kanalisieren. Viele natürliche Flusskanäle gewähren Booten Zugang zur Nordküste, was aber stark von den Gezeiten abhängt und detailliertes Wissen der Schiffsführer über die örtlichen Verhältnisse bedingt. Einige der wichtigsten Zuflüsse des Western Port sind der Bunyip River, der Lang Lang River, der Bass River, der Cardinia Creek, der Redbill Creek, der Mosquito Creek, der Brella Creek und der Tankerton Creek. Bis Mitte des 20. Jahrhunderts lag nördlich anschließend an die Bucht der Koo-Wee-Rup-Sumpf mit einer Fläche von 30.000 bis 40.000 Hektar. Er erstreckte sich anfangs landeinwärts bis zum heutigen Pakenham, bis er von frühen Siedlern kultiviert wurde. Die Mangroven an der Nordküste sind heute das einzige Überbleibsel dieses Sumpfes.

### Inseln

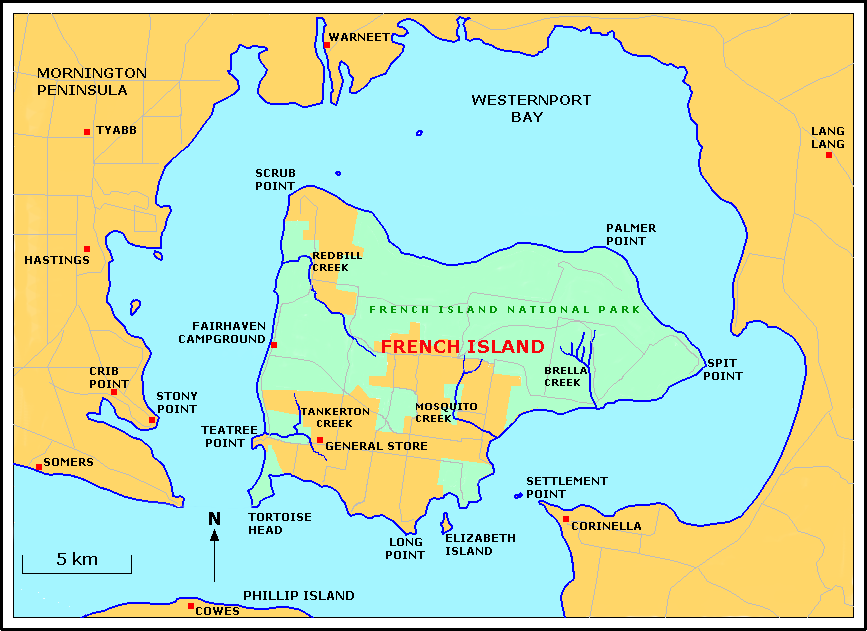
Nördlicher Western Port und French Island

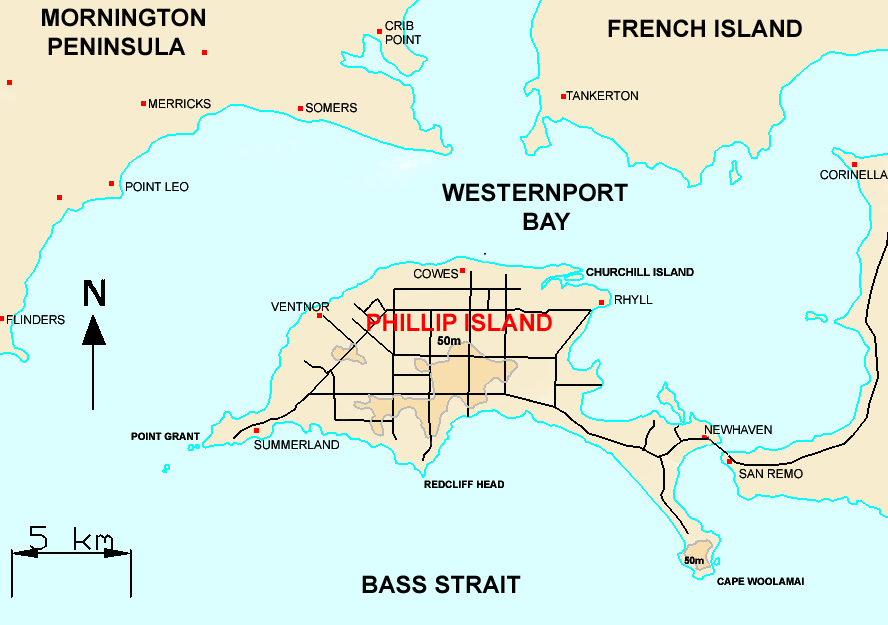
Südlicher Western Port und Phillip Island

In Western Port liegen zwei große und mehrere kleine Inseln. In ungefährer Reihenfolge nach Größe:
- French Island – 170 km² (70 Einwohner)
- Phillip Island – 100 km² (7.000 Einwohner)
- Middle Spit – nur bei Ebbe sichtbar
- Quail Island
- Tortoise Head Bank – nur bei Ebbe sichtbar
- Churchill Island – 57 ha
- Chinaman Island
- Elizabeth Island
- Sandstone Island
- Reef Island
- Long Island
- Shnapper Rock
- Pelican Island
- Barrallier Island
- Rams Island
- Joe Island

## Ökologie

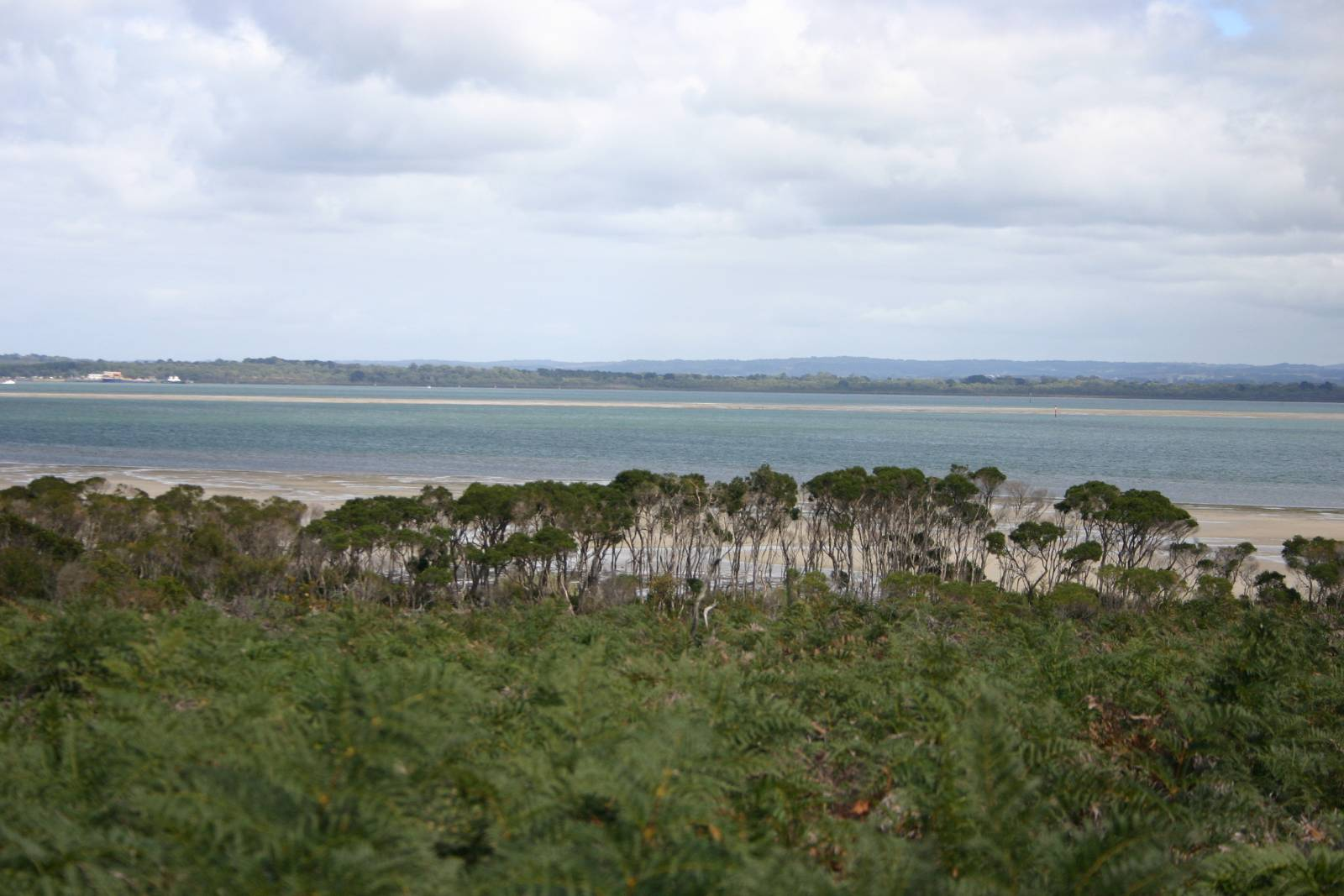
Western Port von French Island aus

### Flora
Der Western Port bietet eine Mischung vieler Lebensräume, wie z. B. Unterwasser-Seegrasflächen, gezeitenabhängige Felsplattformen, Sandstrände, Wattflächen, Priele, Salzmarschen und Mangroven. Die Küstenlinie von Phillip Island ist wegen der dort aufzufindenden Reste von Küstenbüschelgrasland und Dünenbuschland, raren Vegetationsgemeinschaften in Victoria, von landesweiter Bedeutung.

### Fauna
Im Western Port finden sich Felsplattformen, Sandstrände und maritime Lebensräume. Dort leben viele wirbellose Tiere, wie zum Beispiel Seescheiden, Schwämme und Korallen. Auch auf den Wattflächen und in den Mangrovenwäldern an der Nordküste bilden die wirbellosen Tiere die Nahrungsgrundlage für Wat- und Zugvögel. Phillip Island bietet einen Lebensraum für Wat- und Zugvögel, Brillenpelikane, Kurzschwanz-Sturmtaucher, Saatkrähen und vielen anderen bedeutenden Spezies. Die Bucht gilt als 623 Quadratkilometer große Important Bird Area (IBA) (Klassifizierung von BirdLife International), weil dort in geringer Zahl stark gefährdete Goldbauchsittiche, über 1 Prozent der Madagaskar-Brachvögel, der Rotkehlstrandläufer und der australischen Austernfischer, sowie schwindende Zahlen der gefährdeten Feenseeschwalbe, leben.
Die Phillip Island Penguin Reserve beherbergt die größte Kolonie von Zwergpinguinen in Victoria und eine größere Seevogelkolonie, in der man Kurzschwanz-Sturmtaucher, brütende Hutregenpfeifer (Thinornis rubricollis) und Wanderfalken findet. Der Seal Rock vor Phillip Island ist der Lebensraum der größten Kolonie von südafrikanischen Seebären und eine Brutstätte der Dominikanermöwen und der Ruß-Austernfischer.

## Parks
- an Land:
  - Coolart Wetlands and Homestead Reserve
  - French-Island-Nationalpark
  - Langwarrin Flora and Fauna Reserve
  - Mornington-Peninsula-Nationalpark
- auf See
  - French-Island-Nationalpark – 2.800 ha
  - Yaringa-Nationalpark – 980 ha
  - Churchill-Island-Nationalpark – 670 ha

## Attraktionen und Freizeitaktivitäten
Fischen und Bootfahren gehören zu den beliebtesten Freizeitbeschäftigungen in der Bucht.

### Phillip Island
- Penguin Reserve – zu besuchten in der Abenddämmerung, wo man die Pinguine auf ihrem Weg zurück zu ihren Nestern in den Sanddünen beobachten kann.
- Seal Rocks – von der Küste aus durch Ferngläser zu beobachten
- Koala Conservation Centre
- Vogelbeobachtung
- Rundflüge (Flugplatz am Cape Woolamai)

### French Island
- Wandern, Vogelbeobachtung, wilde Orchideen, Fischen, Reiten, Fahrradausflüge, Hochseefischen
- Koala-Park
- Camping

## Bootstouren
Flusskanäle führen von der Bass-Straße in den Westteil der Bucht und bieten so Zugang zu den Hafenanlagen der Gegend. Die Stadt Hastings ist der größte Hafen der Bucht.
Slipways für Boote gibt es:
- am Stony Point – dreispurige Betonrampe, zwei Ankerplätze, bei Ebbe und Flut nutzbar
- an der Blind Bight – einspurige, asphaltierte Rampe, Ankerplatz, nur bei Flut nutzbar
- in Corinella – zweispurige Betonrampe, zwei Ankerplätze, bei Ebbe und Flut nutzbar
- in Hastings – vierspurige Betonrampe, Ankerplatz, bei Ebbe und Flut nutzbar

Es gibt auch Rampen in Tooradin, Newhaven, Cowes, Warneet, Lang Lang, Grantville, Flinders und Rhyll (Phillip Island).
Zu bestimmten Zeiten im Jahr gibt es auch eine Fährverbindung zwischen Cowes, Tankerton und Stony Point.
Hotels und Pensionen findet man auf Phillip Island und auf French Island.

## Industrie
Am Western Port gibt es verschiedene Industriekomplexe, wie z. B. das Stahlwerk von BlueScope Steel und eine größere Marinetrainingsbasis der Royal Australian Navy namens HMAS Cerberus. Die Versuchsstrecke von Holden liegt östlich anschließend an den Western Port.
Die derzeitigen Ausbaupläne für den Hafen von Hastings werden diesen zum größten Container- und Schüttguthafen für Victoria machen. Allerdings gibt es in den Nachbargemeinden deutliche Widerstände gegen die Dimension des Hafenausbaus und dessen Einfluss auf das Ökosystem der Bucht. Blue Wedges bündelt die Widerstände betroffener Anrainer.

## Fischereivorschriften
Zum Schutz der maritimen Umwelt sind eine Reihe von Freizeitaktivitäten innerhalb der Grenzen der National- und Staatsparks nicht gestattet, insbesondere das Fischen mit Angeln, Netzen und Speeren, sowie das Entfernen oder Töten von Meereslebewesen.